# Berényi János (közgazdász)
Berényi János (Budapest, 1947. június 26. –) okleveles magyar közgazdász. 1990–2002 között a GYSEV elnök-vezérigazgatója, 2012-ig a Malév elnöke.  2013. december 1-jétől 2014. október 1-ig  a Nemzeti Külgazdasági Hivatalnak (HITA) illetve jogutódjának, a Nemzeti Befektetési Ügynökségnek az elnöke volt. 2015 óta stuttgarti főkonzul.

## Nyelvismeret
Német, francia, orosz és spanyol felsőfokú nyelvvizsgával rendelkezik, emellett angolul társalgási szinten beszél.

## Tanulmányai
A Marx Károly Közgazdaságtudományi Egyetemen végzett.

## Karrierje
Pályafutását a GYSEV soproni vasút-igazgatóságán kezdte kereskedelmi gyakornokaként. 1970-től 1973-ig a GYSEV vezérigazgatói titkárságának vezetője volt.
1974-ben kinevezték a RAABERSPED GYSEV Nemzetközi Szállítmányozási Igazgatóság vezetőjévé. Ezt a pozíciót 1989-ig töltötte be. 1990–2002 között a GYSEV Rt.  elnök-vezérigazgatója volt, majd 2003-tól 2006-ig az Osztrák Államvasutak (ÖBB), Speditions Holding G.m.b.h budapesti képviselet-vezetőjeként dolgozott. 2006–2011 között a Hungrail Magyar Vasúti Egyesülés elnök-vezérigazgatója volt.
2012-ig a Malév elnöke. 2013. december 1-jétől 2014. október 1-ig  a Nemzeti Külgazdasági Hivatal (HITA) illetve jogutódjának, a Nemzeti Befektetési Ügynökségnek az elnöke volt.
2015 óta Magyarország stuttgarti főkonzulja.

## Társadalmi tevékenysége
Társadalmi tevékenységet tekintve elsősorban a sport területén aktív. Sportvezetőként több sportági szövetségben játszott fontos szerepet.
- 1993–2011: HUNGAROKOMBI RT. elnöke
- 1996– VJASZSZ elnöke (Vám, jövedéki és adóügyi Szolgáltatók Szövetsége)
- 1997– Stratégiai Vállalatok Országos Szövetsége (STRATOSZ) elnöke, társelnöke

### Sportvezetőként
- –1991: a BVSC vívó-szakosztályának elnöke
- 1990–2000: Hungaroring Sport Rt. (FORMA1) elnöke
- 1992–1994: BVSC társadalmi elnöke
- 1996– MOB-tag
- 1996–2007: Magyar Tenisz Szövetség elnöke
- 2007–2010: Magyar Kosárlabda Szövetség elnöke
- 2011–2012: Nemzeti Sportszövetség elnöke, alelnöke
- 2013–: Az MTK elnökségi tagja[7]

## Nemzetközi funkciók
- 2004–2007: ERA (European Rail Agency) Brüsszel/Lille igazgatósági tag
- 2005–2011: INTERUNIT / Brüsszel elnök (Európai Vasutak és Fuvaroztatók Közös Szövetsége)
- 2007–2013: ERA Igazgatói Tanács első alelnöke (Kombinált Fuvarozási Társaságok Nemzetközi Szövetsége)
- 2008– CEEP (Brüsszel) ügyvezető alelnöke (Közszolgáltató Vállalatok Európai Munkaadói Szövetsége)

## Díjai, elismerései
- Eötvös Loránd-díj (1991)
- A Gysev egyik motor vonat típusa (5047) az ő nevét viseli (nem hivatalosan).